# Adam Krämer
Adam Krämer (* 23. Juli 1906 in Veprőd (deutsch Weprowatz), Königreich Ungarn, Österreich-Ungarn; † 14. April 1992 in Stuttgart-Zuffenhausen) war ein deutscher Verbandsfunktionär, Jurist und Autor.

## Leben
Krämer entstammte einer Bauernfamilie in der Batschka. Zuerst besuchte er in Baja das ungarische, dann in Vrbas das deutsche Gymnasium. Sein Abitur legte er in serbo-kroatischer Sprache in Srbobran ab. An der Universität Zagreb und der Philipps-Universität Marburg studierte er Jura und promovierte 1930 in Zagreb. Um 1932 gehörte er unter anderem mit Josef Janko und Josef Trischler dem Kreis der Erneuerer an, einer radikalen Opposition innerhalb des Schwäbisch-Deutschen Kulturbundes, die sich zunehmend am Nationalsozialismus orientierte. Krämer diente in drei Armeen; der des Königreichs Jugoslawien, der Königlich Ungarischen Armee, und zum Ende des Zweiten Weltkriegs noch in einer Einheit der Wehrmacht.
Krämer war Mitbegründer der Vereinigung deutscher Hochschüler in der Batschka, Rechtsberater des nationalsozialistisch ausgerichteten Volksbunds der Deutschen in Ungarn in der Batschka, nach seiner Vertreibung aus Jugoslawien Abteilungsleiter im Wirtschafts- und Landwirtschaftsministerium Baden-Württembergs, Mitbegründer und Vorsitzender (1962) des Bundesverbandes der Landsmannschaft der Donauschwaben sowie des Landesverbandes der Donauschwaben in Baden-Württemberg. Er war der Hauptinitiator einer Patenschaft des Landes Baden-Württemberg über die Volksgruppe der Donauschwaben sowie den Patenschaften der Stadt Sindelfingen über seine Landsmannschaft und den Verein Haus der Donauschwaben e.V ebenda. Zeitweilig war er Mitglied des Stadtrates in Stuttgart.

## Ehrungen
- 1976: Großes Bundesverdienstkreuz
- Am 8. Mai 1982 wurde Adam Krämer die Verdienstmedaille des Landes Baden-Württemberg verliehen.[3]
- Am 2. Oktober 2013 wurde nach ihm der Adam-Krämer-Platz im Stadtteil Rot benannt.

## Veröffentlichungen
- Brücke nach drüben: dreimal bei Landsleuten in Übersee. Landsmannschaft der Donauschwaben, Stuttgart 1970
- Die Evakuierung der Batschkadeutschen im Herbst 1944. In: Josef Volkmar Senz: Ein Freundschafts- und Partnerschaftsbeispiel. Festschrift zum 70. Geburtstag von Friedrich Binder und Friedrich Kühbauch, Sindelfingen 1986, 90–95.
- Weprowatz: 1786–1945; ein Dorf in der Batschka. Hrsg.: Arbeitsgruppe Bildband Weprowatz, in Zusammenarbeit mit dem Heimatausschuss Weprowatz, Textredaktion Adam Krämer. G. Ditz, Herrenberg 1989